# Собрание узаконений РСФСР
Собра́ние узаконе́ний и распоряже́ний Рабо́чего и Крестья́нского прави́тельства (СУ РСФСР) — официальное печатное издание правительства советской России 1917—1938 годов, публиковавшее тексты нормативных актов государственных органов власти РСФСР: декреты и постановления Всероссийского съезда Советов, ВЦИК, СНК РСФСР, Совета рабочей и крестьянской обороны, Совета труда и обороны, Высшего Совета Народного Хозяйства, а также межгосударственные договоры РСФСР.
Предшественником издания были Собрания узаконений и распоряжений правительства, издаваемые при Правительствующем Сенате — печатный орган Временного правительства России. Декрет Совнаркома от 30 октября (12 ноября) 1917 г. устанавливал:

Распубликование законодательных постановлений Правительства через Правительствующий Сенат отменяется. Отдел законодательных предположений при Совете Народных Комиссаров издаёт периодически сборники Узаконений и Распоряжений Правительства, имеющих силу закона.
Первый номер СУ вышел 1 декабря 1917 года, после небольшого перерыва. Тогда здесь были опубликованы первые декреты Советской власти: Декрет о мире, Декрет о земле и др. (до этого декреты и постановления Советской власти публиковались в газетах, среди которых: «Газета Временного рабочего и крестьянского правительства», «Известия ЦИК и Петроградского совета рабочих и солдатских депутатов», «Правда» и др.).
Далеко не все официально опубликованные акты Советской власти, включая декреты СНК, были представлены в СУ. 
В ряде случаев составители СУ существенно редактировали исходные тексты нормативно-правовых актов. В результате тексты некоторых из вошедших в состав СУ актов отличаются как от архивных оригиналов, так и от первых официальных публикаций в периодической печати.
С образованием СССР, после формирования органов государственной власти СССР, с середины 1923 года их акты также публиковались в СУ РСФСР (начиная с сентября 1924 года союзные акты стали публиковаться в «Собрании законов и распоряжений рабоче-крестьянского правительства Союза Советских Социалистических Республик»).
Со второго полугодия (с № 51) 1924 года по август 1938 года СУ РСФСР выходило под названием «Собрание узаконений и распоряжений рабочего и крестьянского правительства РСФСР».
С 1939 года СУ РСФСР было сменено на другое издание — «Собрание постановлений и распоряжений правительства РСФСР (СП РСФСР)», которое издавалось до 1992 года.